# Walt Disney Entertainment
Pour les articles homonymes, voir Walt Disney Studios Entertainment.
Walt Disney Entertainment est une ancienne filiale de la Walt Disney Company de
production de spectacle pour les parcs à thèmes de la société et en dehors. Elle a été fermée le 31 janvier 2001 en raison du départ à la retraite de son directeur général Ron Logan.
Elle a été remplacée le lendemain par Walt Disney Creative Entertainment pour les parcs (associé au Walt Disney Parks and Resorts) et Walt Disney Theatrical Productions (associé au Buena Vista Theatrical Group) pour les productions de comédies musicales.
Elle réalisait:
- pour les complexes de loisirs :
  - Disneyland Resort
  - Walt Disney World Resort
    - Le Disney Institute

  - Tokyo Disney Resort
  - Disneyland Paris
- En dehors des parcs
  - Les spectacles de Broadway
  - Les spectacles itinérants (Disney on Ice)
  - Les animations lors du Super Bowl
  - Des animations et réunions d'entreprises

## Réalisations

### Disneyland Resort
- Believe... There's Magic In The Stars - Disneyland
- Fantasmic! - Disneyland
- The Lion King Parade - Disneyland
- Light Magic - Disneyland

### Walt Disney World Resort
- Beauty and the Beast : Live on Stage - Disney-MGM Studios
- Dick Tracy - Disney-MGM Studios
- Fantasmic! - Disney-MGM Studios
- Festival of the Lion King - Disney's Animal Kingdom
- Laserphonic Fantasy - EPCOT Center
- IllumiNations - EPCOT Center
- IllumiNations 25 - Epcot
- IllumiNations : Reflections of Earth - Epcot
- Legend of the Lion King - Magic Kingdom
- SpectroMagic - Magic Kingdom

### Disneyland Paris
- Buffalo Bill's Wild West Show - Disney Village

### Broadway
- Beauty and the Beast: The Broadway Musical à New York
- Main Street Electrical Parade - New York Route - New York (lors de la sortie de Hercule)

### Autres
- 2000 Super Bowl Half Time Show